# Thomas Stamm
Thomas Stamm (* 19. Februar 1983 in Zürich) ist ein ehemaliger Schweizer Fussballspieler und heutiger -trainer. Seit 2024 ist er Cheftrainer des deutschen Zweitligisten Dynamo Dresden.

## Karriere

### Als Spieler
Thomas Stamm ist der Sohn eines Schweizer Vaters und einer deutschen Mutter und stammt aus Schleitheim im Kanton Schaffhausen. In seiner Jugend spielte er zunächst beim FC Schleitheim, später beim FC Schaffhausen und dem FC Winterthur. Im Herrenbereich spielte Stamm als rechter Aussenbahnspieler in der Saison 2001/02 ein Jahr lang in der zweiten Mannschaft des Grasshopper Club Zürich, ehe er 2002 wieder zum FC Winterthur zurückkehrte, bei dessen Profimannschaft er sich in der Folge mehrere Jahre lang als Stammspieler in der Challenge League etablieren konnte. In der Rückrunde der Saison 2006/07 verlor er seinen Stammplatz und schloss sich anschliessend im Sommer 2007 seinem anderen ehemaligen Jugendverein, dem Ligakonkurrenten FC Schaffhausen an. In seiner ersten Saison dort kam Stamm über einen Reservistenstatus ebenfalls nicht hinaus, konnte sich in der folgenden Spielzeit 2008/09 jedoch wieder als Stammspieler durchsetzen. Nach schweren Verletzungen beendete er 2010 zunächst seine Spielerkarriere. Von 2013 bis 2014 war er aber später noch einmal für den unterklassigen SV Schaffhausen aktiv.

### Als Trainer
Bereits ab 2009 war Stamm parallel zu seiner Tätigkeit als Spieler beim FC Schaffhausen dort auch als Nachwuchskoordinator tätig. 2011 wechselte er in den Jugendbereich des FC Winterthur und wurde Trainer von dessen U18-Jugendmannschaft. Parallel dazu war er ab 2014 auch als Co-Trainer der Schweizer U15-Nationalmannschaft an der Seite von Yves Débonnaire tätig. Von 2015 bis 2016 war er mit Débonnaire in gleicher Konstellation für die U16-Auswahl tätig.
Ab 2015 arbeitete Stamm in Deutschland für den SC Freiburg und übernahm die U19-Jugendmannschaft des Vereins, zunächst bis 2016 parallel zu seiner Tätigkeit für den SFV. Ausserdem absolvierte er ab 2015 beim SFV gemeinsam mit unter anderem Johann Vogel, Gerardo Seoane, Marco Walker oder Raphael Wicky den Lehrgang zum Erwerb der UEFA-Pro-Lizenz als Fussballtrainer, die er daraufhin im Februar 2017 erhielt. Mit der U19-Mannschaft der Breisgauer gewann Stamm 2018 den DFB-Pokal der Junioren.
Im Sommer 2021 berief der SC Freiburg Stamm als neuen Trainer der zweiten Mannschaft des Vereins, die unter seinem Vorgänger Christian Preußer gerade in die 3. Liga aufgestiegen war. In der Saison 2022/23 belegte er mit der Mannschaft dort den zweiten Platz. Die dabei erzielten 73 Punkte waren der höchste Wert, den eine Zweitvertretung in der 3. Liga bislang erzielen konnte, viele Spieler wechselten nach der Saison in die zweite Liga oder rückten in den Profikader des SC Freiburg auf. Nach diesem Umbruch gestaltete sich die anschließende Saison 2023/24 schwierig; ab dem dritten Spieltag befand sich die Mannschaft durchgehend bis zum Saisonende auf einem Abstiegsplatz und stieg im Sommer 2024 als Tabellenletzter in die Regionalliga Südwest ab.
Nach insgesamt neun Jahren im Verein verließ Stamm den SC Freiburg im Sommer 2024 und verblieb in der 3. Liga, in der er stattdessen Dynamo Dresden zur Saison 2024/25 als Cheftrainer übernahm. Mit den Dresdnern erreichte er in dieser Spielzeit 70 Punkte und stieg als Tabellenzweiter hinter Arminia Bielefeld in die 2. Bundesliga auf.